# Parthenicus giffardi
Parthenicus giffardi är en insektsart som beskrevs av Van Duzee 1917. Parthenicus giffardi ingår i släktet Parthenicus och familjen ängsskinnbaggar. Inga underarter finns listade i Catalogue of Life.